# شوكولاتة مفرودة

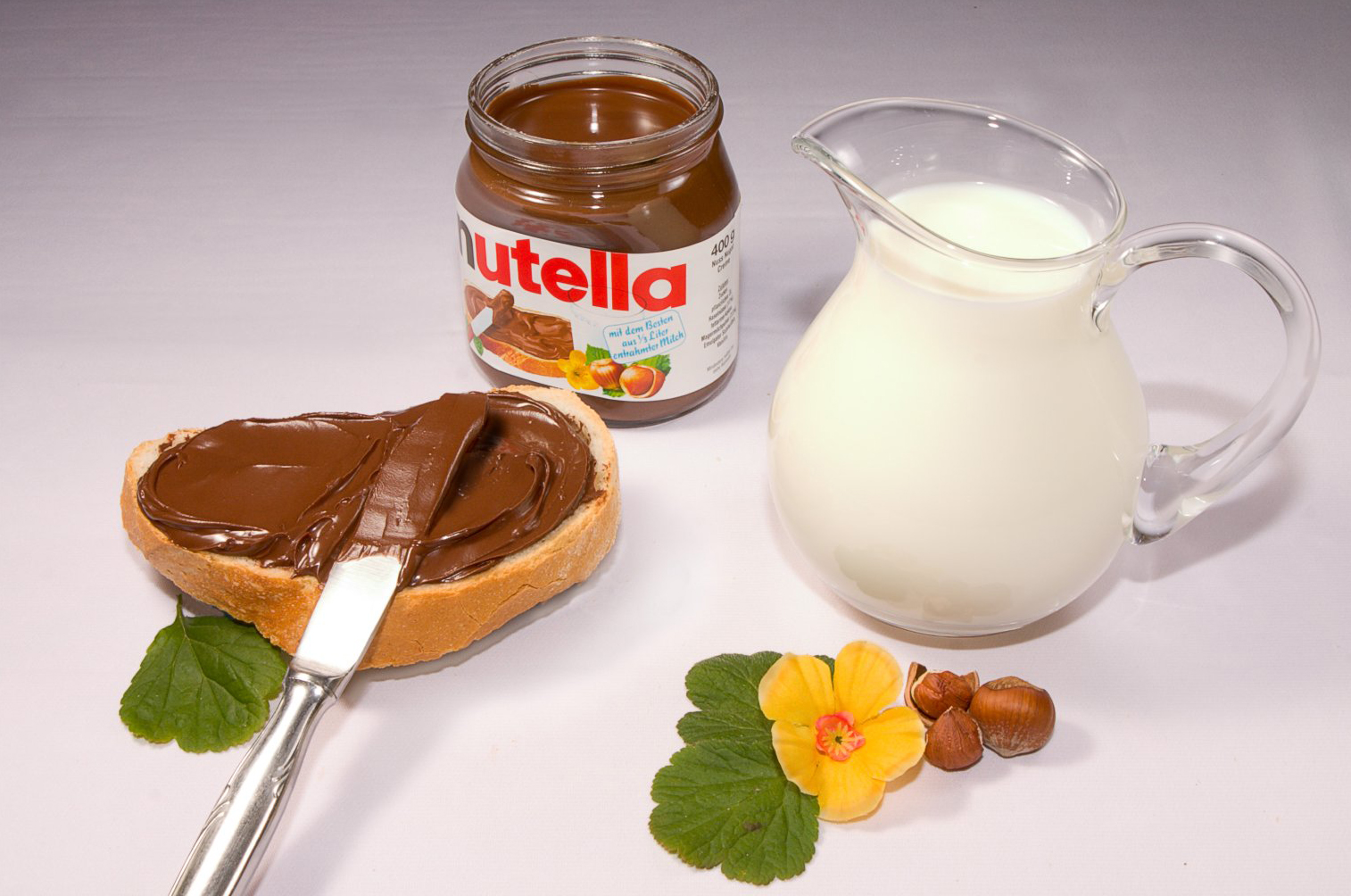
منتج الشوكولاتة المفرودة من نوتيلا.

شوكولاتة مفرودة، هي عجينة الشوكولاتة ذات نكهة، والتي تؤكل عند فردها على الخبز العادي أوالخبز المحمص أو المعجنات مثل الفطائر. الشوكولاتة المفرودة هو منتج مفضل في أغلب الأحيان للأطفال. وتباع غالباً في عبوات زجاجية أو عبوات بلاستيكية.